# Can Sebastià (Maçanet de la Selva)
Can Sebastià és una masia de Maçanet de la Selva (Selva) inclosa a l'Inventari del Patrimoni Arquitectònic de Catalunya.

## Descripció
Masia que consta de tres plantes; la planta baixa, està dominada per un gran portal adovellat rectangular, de llinda monolítica, amb muntants de pedra i amb una inscripció interessant en el dintell, “Sebastian Turró hijo de Domingo Turró 1862”, que al·ludeix tant als propietaris, com a la data d'origen de la masia. El portal, està flanquejat a banda i banda, per dues obertures rectangulars de llinda monolítica conformant un arc pla, i muntants de pedra. En els extrems, dues obertures que actuen com a garatge i entrada respectivament. En el primer pis, o planta noble, trobem quatre obertures, de les quals destaca sobretot la central, projectada com a balconada, el forjat de la qual, torna a remetre a l'any de construcció i realització de la masia, és a dir 1862. Com a element peculiar, cal destacar la presència de dues troneres – una en la façana principal i una altra en la posterior-, les quals no desenvolupen aparentment cap mena de funció estructural, sinó que es tracta d'un mer adornament. Per sobre, trobem el segon pis, projectat com a golfes o àtic, consistent en una estructura sobrelevada amb quatre arcs de mig punt i ampit, tres dels quals estan tapiats amb rajol. En aquest cas, la coberta consisteix en una teulada a dues aigües, però interrompuda en el coronament, per la construcció repujada i sobrelevada de l'àtic.
La masia ha experimentat en època bastant recent i moderna una remodelació consistent en la supressió de l'escala metàl·lica exterior d'accés a la planta noble, i conversió d'aquest sector que podia actuar com a cobert en garatge.

## Història
L'origen d'aquesta casa, va ser un establiment de 25 vessanes de terreny, fet l'any 1842 per l'apoderat del Duc de Hijar, segons explica en un escrit a Sebastià Turró i Oliver, solter, fill de Domènec Turró. Aquest es casà amb Maria Gotarra i Martés, i els anys 1861 i 1862 construïren la casa. En l'any 1863, en Sebastià Turró com que tenia greus problemes econòmics, acudí al senyor Baudili Llovet i Rierea, de Lloret de Mar, per demanar-li un préstec de quatrecentes lliures, hipotecant així mitja propietat de terra i mitja casa. La resta quedà de Sebastià Turró, i havia de pagar al senyor Llovet per l'esmentat préstec, quatre quarteres de blau anuals, a part de les vuit cuarteres i quatre quartans que ja pagava des de l'establiment de la terra l'any 1842 al senyor Ramon Martí Ballín, apoderat del Duc de Hijar. La part de4 la casa i terres de la qual tenia el domini el senyor Llovet l'anomenaren de la Torre de Marata i l'altra part es digué Can Sebastià Turró. Més tard, els censos del préstec es pagaren a Francesc Llovet i Parés fill de Baudili Llovet, i els de l'establiment els continuaren pagant a Ramon Martí Ballín. En Sebastià Turró i la Maria Gotarra varen tenir dues filles que es digueren Maria i Magdalena. La Magdalena es casà amb Josep Brun i Aleñà, véi de Maçanet. En Sebastià Turró va fer donació en vida, de la meitat de lacasa i de les terres a cada una de les filles, i es quedà el dret d'usufructuari. La Magdalena i el seu marit, Josep, vivien a la casa amb el seu pare, Sebastià, que ja era vidu. La Magdalena i en Josep tingueren sis fills, tres noies i tres nois. El noi gran, que es deia Narcís, va ser l'hereu de la part dels seus pares. La art de la Maria Turró i Gotarra va ser venuda a un tal Antoni Badia Comalan veí de Barcelona, l'any 1894.
En l'any 1904, en Narcís Brun i Turró, que era solter, vivia sol i ocupava tota la casa, va vendre la part que havia heretat dels seus pares, al matrimoni Joan Soler i Vila i Rosa Adroner i Doltrà, i aquests, al poc temps compraren l'altra meitat de la casa i terres a Antoni Badia, que era la part que primitivament havia rebut la Maria, i així quedà ajuntada altra vegada tota la propietat de Can Sebastià. Amb la compra de la finca per Joan Soler i Rosa Adroher, liquidaren tots els deutes que tenia pendents la casa i només quedaren els censos de l'establiment que s'anaren pagant a la família Llovet. La casa es va transformar l'any 1904 i 1922. Cal destacar unes troneres que encara es conserven en perfecte estat, i en les quals hi cap en l'interior una persona. Encara que semblen fetes per motiu de defensa, van ésser un caprici del constructor. Més endavant va heretar la propietat el fill d'en Joan i la Rosa, Ramon Soler i Adroher, casat amb Teresa Tulsà i Sureda. L'any 1920 varen redimir els censos que pagaven a Josep de Llovet i de Pastors pel preu de tres mil quatre-centes pessetes. Cal esmentar també, que dintre de la propietat hi ha una casa en runes anomenada "Can Tarré", deshabitada des de l'any 1922. L'any anterior l'havien comprada en Ramon Soler i la Teresa Tulsà a Pere Barceló i Perich, que en primeres noces havia estat casat amb Rita Soms Prat, i en segones ho estava amb Maria Lladó i Juanhuix, i que ho heretaren de Tomàs Barceló i Bou. Aquests, en deshabitar "Can Terré" se n'anaren a viure a la vila de Maçanet. Del conjunt de totes aquestes propietats, n'era propietari a finals dels anys vuitanta del segle passat, en Narcís Soler i Tulsà, casat amb Rita Auladel i Saurí.